# Албешти (Јаломица)
Албешти (рум. Albeşti) насеље је у Румунији у округу Јаломица у општини Албешти. Oпштина се налази на надморској висини од 56 m.

## Становништво
Према подацима из 2002. године у насељу је живело 2732 становника, од којих су сви румунске националности.

### Хронологија
| Година       | 1992 | 1993 | 1994 | 1995 | 1996 | 1997 | 1998 | 1999 | 2000 | 2001 | 2002 | 2003 | 2004 | 2005 | 2006 | 2007 | 2008 | 2009 | 2010 | 2011 | 2012 | 2013 | 2014 | 2015 | 2016 | 2017 |
| ------------ | ---- | ---- | ---- | ---- | ---- | ---- | ---- | ---- | ---- | ---- | ---- | ---- | ---- | ---- | ---- | ---- | ---- | ---- | ---- | ---- | ---- | ---- | ---- | ---- | ---- | ---- |
| Становништво | 2921 | 2871 | 2840 | 2813 | 2795 | 2751 | 2750 | 2743 | 2763 | 2731 | 2710 | 2678 | 1639 | 1608 | 1567 | 1538 | 1482 | 1473 | 1443 | 1406 | 1387 | 1345 | 1314 | 1295 | 1257 | 1237 |